# Hypena plebeius
Hypena plebeius là một loài bướm đêm trong họ Erebidae.